# Ngụy khoa học
Ngụy khoa học hay giả khoa học bao gồm các phát biểu, niềm tin hoặc thực hành mà tuyên bố là khoa học và dựa trên sự thật nhưng lại không tương thích với phương pháp khoa học. Ngụy khoa học thường được đặc trưng bởi các tuyên bố mâu thuẫn, phóng đại hoặc không thể bác bỏ; dựa trên thiên kiến xác nhận thay vì nỗ lực nghiêm ngặt để bác bỏ; thiếu sự mở lòng đối với đánh giá của các chuyên gia khác; sự vắng mặt của các thực hành hệ thống khi phát triển các giả thuyết; và sự kiên trì lâu dài ngay cả sau khi các giả thuyết ngụy khoa học đã bị thử nghiệm và bác bỏ.
Phân biệt giữa khoa học và ngụy khoa học có những hệ quả khoa học, triết học và chính trị. Các nhà triết học tranh luận về bản chất của khoa học và các tiêu chí chung để phân biệt giữa lý thuyết khoa học và các niềm tin ngụy khoa học, nhưng đa số đồng ý rằng "Thuyết sáng thế, chiêm tinh, vi lượng đồng căn, nhiếp ảnh Kirlian, Dowsing, thuyết UFO, thuyết về người ngoài hành tinh cổ đại, sự phủ nhận Holocaust, thuyết thảm họa Velikovskian và sự phủ nhận biến đổi khí hậu là ngụy khoa học." Việc phân biệt giữa khoa học và ngụy khoa học có tác động tới chăm sóc sức khỏe, sử dụng chứng thực của chuyên gia và cân nhắc chính sách môi trường. Việc giải quyết ngụy khoa học là một phần của giáo dục khoa học và phát triển trình độ hiểu biết về khoa học.
Ngụy khoa học có thể gây ra những hậu quả nguy hiểm. Chẳng hạn hoạt động chống vắc xin và việc quảng cáo vi lượng đồng căn làm phương pháp điều trị thay thế bị xem là ngụy khoa học có thể dẫn đến việc mọi người từ chối các liệu pháp y tế quan trọng có lợi ích sức khỏe đã được chứng minh, dẫn đến tử vong và sức khỏe kém. Hơn nữa, những người từ chối các liệu pháp y tế hợp lệ đối với các bệnh truyền nhiễm có thể đặt người khác vào tình trạng nguy hiểm. Các lý thuyết ngụy khoa học về phân loại chủng tộc và dân tộc đã dẫn đến phân biệt chủng tộc và diệt chủng.
Thuật ngữ ngụy khoa học thường được coi là từ miệt thị, đặc biệt là đối với những người cung cấp hoặc ủng hộ nó, bởi vì nó ngụ ý rằng một thứ gì đó được trình bày như khoa học một cách không chính xác hoặc thậm chí lừa dối. Do đó, những người thực hành hoặc ủng hộ ngụy khoa học thường tranh cãi về việc phân loại này.

## Ranh giới
Ranh giới giữa khoa học và ngụy khoa học là vấn đề hay được nhắc đến trong triết lý khoa học, xoay quanh các cơ sở của các quy tắc khoa học. Thuật ngữ ngụy khoa học (tiếng Anh: pseudoscience) có nghĩa tiêu cực và người trong giới, mà khoa học gọi là kẻ ngụy khoa học, luôn phản đối cách xếp loại này.
Một học thuyết có thể bị coi là ngụy khoa học trên nhiều nguyên nhân khác nhau. Ví dụ Karl Popper, triết gia chủ nghĩa duy lý phê phán cho rằng chiêm tinh học là ngụy khoa học chỉ bởi ngôn ngữ của chiêm tinh học quá lắt léo, bất định. Trong khi đó Paul R. Thagard ủng hộ xếp loại này, nhưng vì các nhà chiêm tinh học gần như không cố gắng phát triển học thuyết của mình, không thèm quan tâm đến các phê bình của người khác và vì cách nhìn nhận sự kiện một cách thiên vị.
Một số các học thuyết được đa số công nhận là ngụy khoa học như: chiêm tinh học, liệu pháp vi lượng đồng căn (homeopathy), học thuyết Trái Đất rỗng (hollow Earth), Khoa luận giáo (scientology).

## Kiểm chứng khoa học
Cơ sở để tiến hành công tác khoa học là tương tác giữa các bước sau, mà giới ngụy khoa học không tuân thủ:
- quan sát, miêu tả sự việc
- thể hiện vấn đề
- phán đoán vấn đề
- sàng lọc các phán đoán trên cơ sở logic
- kiểm chứng

## Nhận biết
Một học thuyết gọi là ngụy khoa học, nếu nó muốn biểu hiện như một môn khoa học và nó không có cơ sở khoa học.
Các biểu hiện chính của các phái ngụy khoa học là:
- Sử dụng các kết luận nước đôi, bất định, phóng đại và không có chứng cứ
- Dùng quá độ các nhận định và quan tâm đến khả năng phủ định
- Tự cô lập đối với các kiểm nghiệm
- Không phát triển đúng mức
- Cố ý đưa đẩy các khúc mắc của học thuyết thành vấn đề cá nhân